# Belphegor (groupe)
Pour les articles homonymes, voir Belphégor.
Belphegor est un groupe de black et death metal autrichien, originaire de Salzbourg. La musique de Belphegor est un black/death metal rapide et puissant. Les paroles ainsi que leurs pochettes d'albums sont extrêmement provocantes envers le christianisme.

## Biographie

### Premières années (1991–1997)
Belphegor est formé sous le nom de Betrayer en 1991 par le chanteur et bassiste Maxx, les guitaristes Helmuth et Sigurd, et le batteur Chris. Le groupe sort une première démo en 1991, intitulée Kruzifixion, suivie par Unborn Blood. En 1993, le groupe change de nom pour Belphegor, en référence au démon portant le même nom. Après avoir changé le nom du groupe, le groupe publie alors une autre démo, Bloodbath in Paradise en format MCD.
Leur premier véritable album studio, The Last Supper, sort en 1995 sous le label Lethal Records. Le groupe décide alors d'ajouter dans son logo les deux croix renversées de chaque côté du nom qui ornent le logo actuel du groupe.

### De Last Episode à Napalm (1997–2005)
Pendant cette période, le groupe sort deux albums studio : Blutsabbath en 1997 et Necrodaemon Terrorsathan en 2000, sous le label Last Episode (connu maintenant sous le nom de Black Attakk). En 2002 sort le Infernal Live Orgasm sous leur propre label, Phallelujah Productions, avant de signer chez Napalm Records.
En 2003, Belphegor sort Lucifer Incestus, dont la sortie est suivie d'une tournée à travers toute l'Europe. Belphegor entre au Mastersound Studio de Fellbach en septembre 2004 pour enregistrer leur cinquième album Goatreich - Fleshcult, aussi produit par Alex Krull. Le groupe entame une mini-tournée en novembre 2004 avec Disastrous Murmur, et au X-Mass Festival avec Napalm Death, Marduk, Finntroll et Vader. En février 2005 sort Goatreich-Fleshcult sous divers formats. Le digipack contient la chanson instrumentale Heresy of Fire. Ce même mois, le batteur Torturer quitte le groupe et est remplacé par Nefastus (Tomas Janiszewski). En avril, Belphegor prend part au Goatreich - Fleshcult Europe Tour Pt. I avec Arkhon Infaustus, Asmodeus et In Aeternum. La même année, le groupe quitte le label pour des raisons de divergences musicales.

### Nuclear Blast (2005–2008)

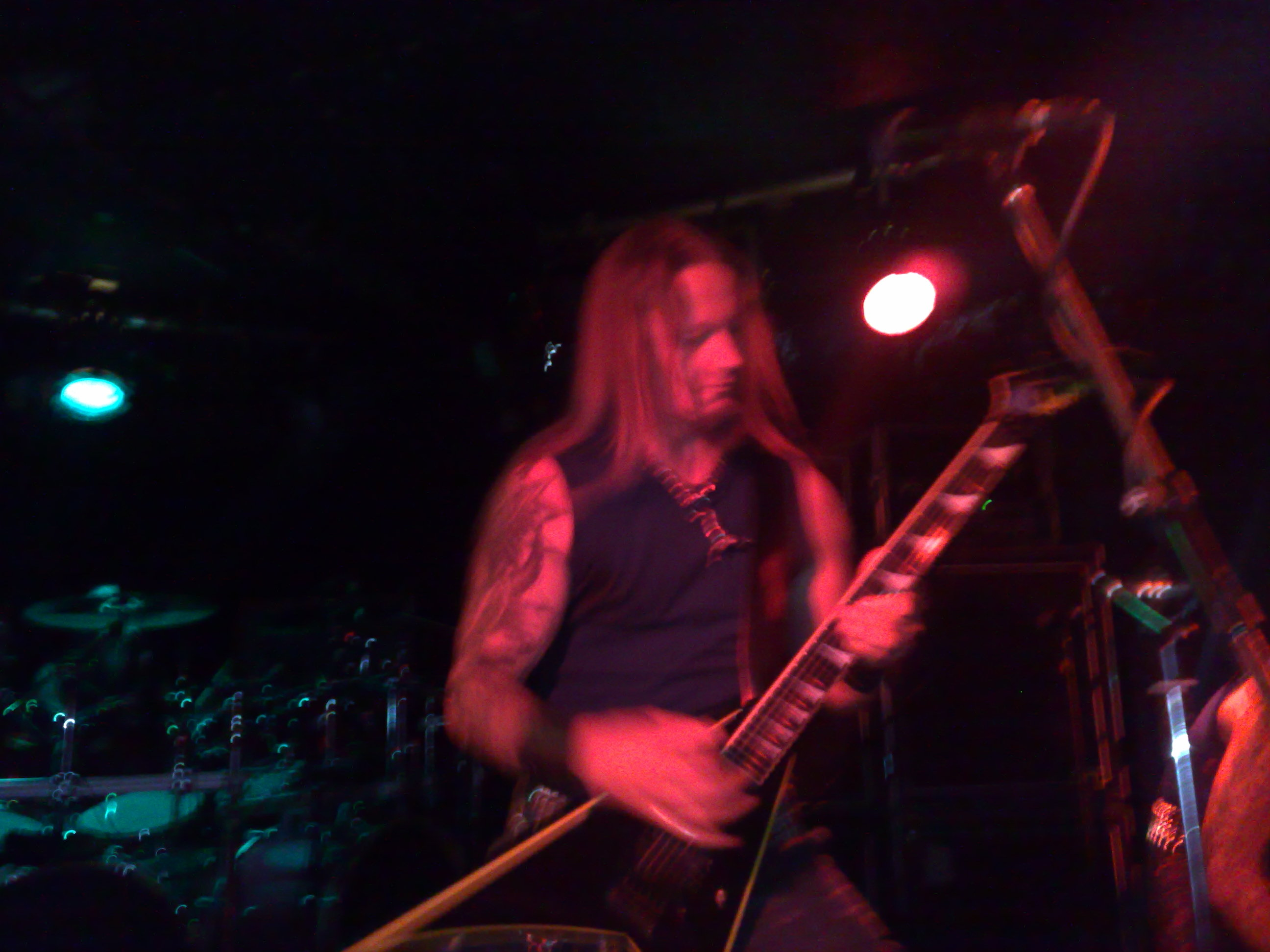
Le chanteur et guitariste Helmuth avec Belphegor à Londres, en septembre 2008.

Belphegor signe avec Nuclear Blast Records et sort son Pestapokalypse VI en octobre 2006. Cette sortie est suivie d'une tournée en Amérique du Nord avec le groupe Danzig dans leur Blackest of the Black tour en décembre 2006 et janvier 2007. Ils repartent en tournée en février et mars avec les groupes Unleashed, Krisiun, et Hatesphere. Le groupe joue également au célèbre Wacken Open Air Festival en août.
En 2008 sort leur album Bondage Goat Zombie. Le groupe repart alors en tournée en Amérique du Nord, participe ensuite au Hellfest en France en juin et partent en tournée avec Nile et Grave en Europe durant le mois de septembre. En avril et mai 2009, le groupe participe à la tournée Hordres of Chaos en Amérique du Nord avec les groupes Kreator, Exodus et Warbringer.

### Walpurgis Rites - Hexenwahn(depuis 2009)

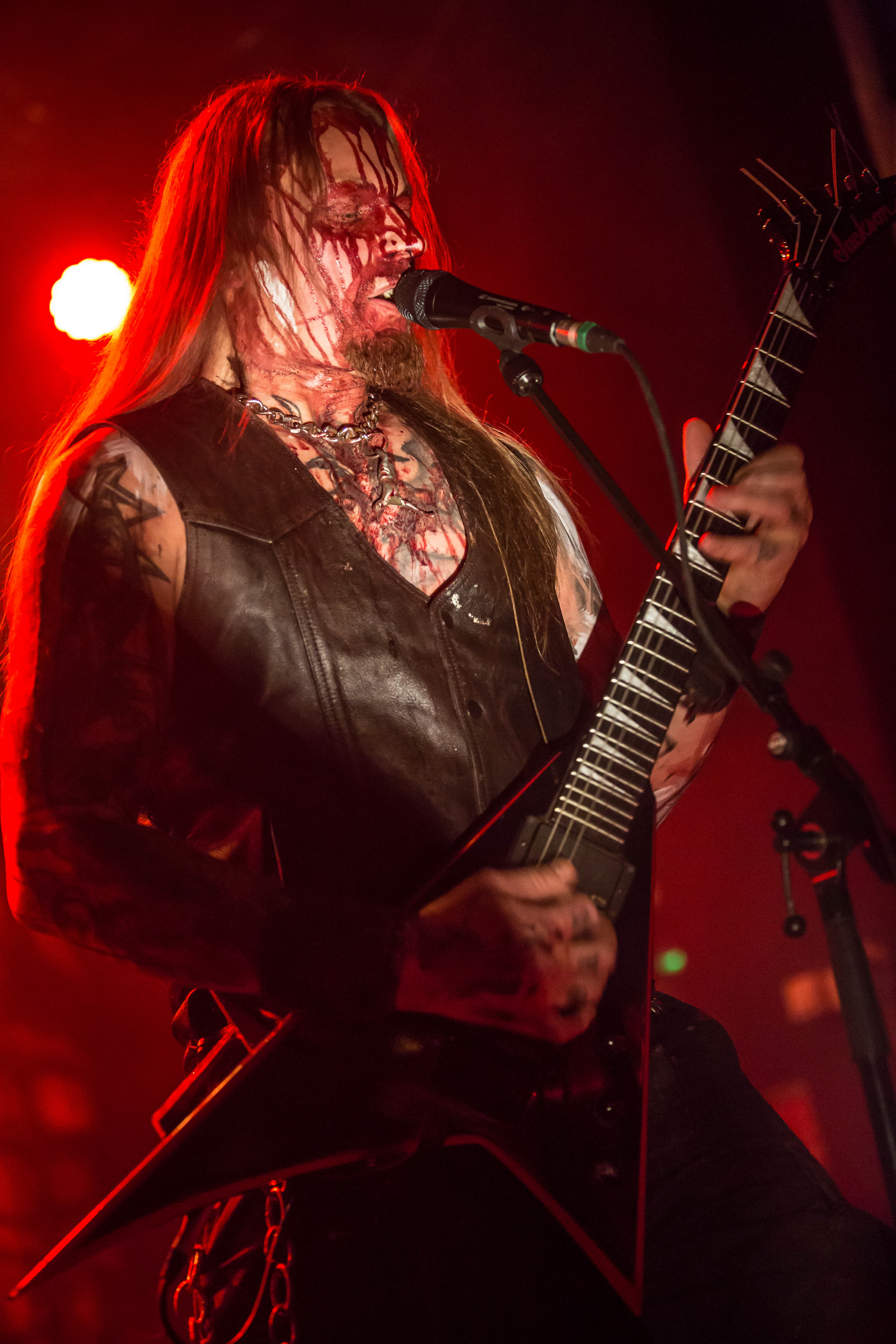
Belphegor aux Trinitaires de Metz le 24 janvier 2014.

En janvier de 2009, le groupe annonce qu'il allait produire un nouvel album studio, Walpurgis Rites - Hexenwahn. Le groupe commence l'enregistrement au début du mois de février. L'artiste brésilien Marcelo Hvc commence à créer la couverture. Le 21 juillet, le groupe publie la liste des chansons de l'album. Le 25 août, la chanson Walpurgis Rites. L'album est publié le 9 octobre en Europe et le 20 octobre en Amérique du Nord. Une vidéo pour la pièce Der Geistertreiber est mise en ligne le 30 septembre 2009.
Leur nouvel album, Blood Magick Necromance, est publié le 14 janvier 2011. L'enregistrement avait démarré courant juin 2010 au The Abyss Studio détenu par Peter Tägtgren, avec cette fois-ci Marthyn à la batterie. Le groupe n'effectue aucune tournée sud-américaine jusqu'en mai 2012, Hel « Helmuth » Lehner étant affecté par la fièvre typhoïde et subissant une lourde opération.
En 2013, après quelques déboires concernant la santé de son chanteur, le groupe s’apprête à sortir un nouvel album avec un artwork de Seth Siro Anton (Septic Flesh). Malheureusement ce nouvel opus est repoussé. En août de 2014, Belphegor participe au Agglutination Metal Festival en Italie, avec des groupes comme Carcass et Entombed A.D.. Belphegor publie son dixième album, Conjuring The Dead, le 8 août 2014 au label Nuclear Blast, et atteint les classements musicaux.
Avant un concert à St Petersbourg, Helmuth Lehner, leader du groupe, est attaqué par Anatoly Arlyukh, un activiste orthodoxe et assistant du député Vitaly Milonov. Cette attaque s'est produite le 19 avril 2016 à l'aéroport de Pulkovo. 
Le groupe a sorti un album le 15 septembre 2016 intitulé Totenritual.
En avril 2022, le groupe a annoncé que son nouvel album, The Devils paraîtra le 24 juin. Cet album a du être reporté deux fois pour finalement sortir le 29 juillet. 

## Membres

### Membres actuels
- Helmuth - chant, guitare, guitare basse (depuis 1991)
- Serpenth - chant, basse (depuis 2006)

### Anciens membres
- Maxx - guitare basse, chant (1991–1996)
- Chris - batterie (1991–1996)
- Sigurd Hagenauer - guitare (1991–2007)
- Mario « Marius » Klausner - guitare basse, chant (1996–2001)
- Bartholomäus « Barth » Resch - guitare basse, chant (2002–2006)
- Tomasz « Nefastus » Janiszewski - batterie (2005–2006, 2009)
- Morluch - guitare (2008–2009)
- Simon Schilling - batterie (2015-2018)

## Discographie

### Albums studio
- 1994 : The Last Supper
- 1997 : Blutsabbath
- 2000 : Necrodaemon Terrorsathan
- 2003 : Lucifer Incestus
- 2005 : Goatreich-Fleshcult
- 2006 : Pestapokalypse VI
- 2008 : Bondage Goat Zombie
- 2009 : Walpurgis Rites - Hexenwahn
- 2011 : Blood Magick Necromance
- 2014 : Conjuring the Dead
- 2017 : Totenritual
- 2022 :The devils

### Albums live
- 2002 : Infernal Live Orgasm

### Démos et EP
- 1991 : Kruzifixion (démo)
- 1992 : Bloodbath in Paradise (EP)
- 1994 : Obscure and Deep (EP)